# Business Before Honesty

Business Before Honesty est un court métrage américain de comédie réalisé par Charley Chase et sorti en 1918, avec Oliver Hardy.

## Fiche technique
- Réalisation : Charley Chase
- Production : L-KO Kompany
- Producteurs : Abe Stern, Julius Stern
- Lieu de tournage : Hollywood, Los Angeles
- Durée : 2 bobines[1]
- Date de sortie : 
  - États-Unis : août 1918

## Distribution
- Harry Gribbon : Willie Steal
- Oliver Hardy : l'aveugle
- Eddie Barry : Nellie
- May Emory
- Helen Lynch